# Опожджев
Опожджев (пол. Opożdżew) — село в Польщі, у гміні Варка Груєцького повіту Мазовецького воєводства.
Населення — 197 осіб (2011).
У 1975-1998 роках село належало до Радомського воєводства.

## Демографія
Демографічна структура станом на 31 березня 2011 року:
|          | Загалом | Допрацездатний вік | Працездатний вік | Постпрацездатний вік |
| -------- | ------- | ------------------ | ---------------- | -------------------- |
| Чоловіки | 98      | 16                 | 72               | 10                   |
| Жінки    | 99      | 25                 | 42               | 32                   |
| Разом    | 197     | 41                 | 114              | 42                   |